# مؤشر الإنتاج الصناعي

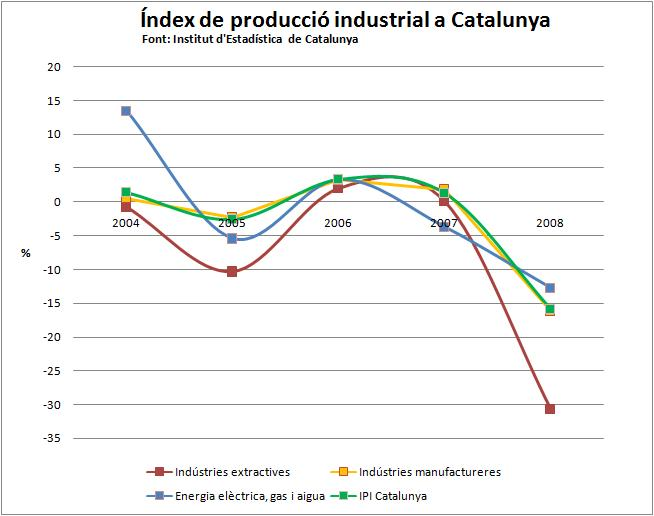
مؤشر الإنتاج الصناعي في كاتالونيا: أداء اقتصادي وتوقعات مستقبلية

مؤشر الإنتاج الصناعي (ب[Industrial Production Index] خطأ: {{اللغة-؟؟}}: رومنة لخط لاتيني (مساعدة)) (اختصارًا IPI) هو مؤشر اقتصادي يقيس التغيرات في حجم الإنتاج داخل القطاع الصناعي، والذي يشمل التصنيع، التعدين، والمرافق العامة مثل الكهرباء والمياه. يتم احتسابه بناءً على الكميات الفعلية المنتجة وليس على قيمتها النقدية، مما يجعله مؤشراً دقيقاً لتقييم النشاط الصناعي. يُنشر عادةً بشكل شهري، مما يساعد في تتبع التقلبات الاقتصادية قصيرة الأجل.

## الأهمية
يُستخدم مؤشر الإنتاج الصناعي كأداة تحليلية رئيسية من قبل صناع القرار، الاقتصاديين، والمستثمرين، حيث يوفر رؤى مهمة حول:
- قياس الأداء الاقتصادي: يعكس مستوى النشاط في القطاع الصناعي ومدى نموه أو انكماشه.
- توجيه السياسات الاقتصادية: تعتمد الحكومات والبنوك المركزية عليه لاتخاذ قرارات تدعم الاقتصاد، مثل تحفيز الاستثمار الصناعي أو تعديل السياسات النقدية.
- تحليل الدورات الاقتصادية: يساعد في فهم الاتجاهات الاقتصادية العامة، مثل الركود أو الانتعاش.
- اتخاذ القرارات الاستثمارية: يستخدمه المستثمرون لتقييم أداء الشركات الصناعية واتجاهات الأسواق.[2]

## طريقة الحساب والمكونات
يعتمد حساب مؤشر الإنتاج الصناعي على بيانات الإنتاج الفعلية ويقيس التغيرات النسبية بمرور الوقت، ويتم عادةً تحديد سنة أساس يُقاس التغيير نسبةً إليها. ينقسم المؤشر إلى عدة مكونات رئيسية:
- قطاع التصنيع: يشمل إنتاج السلع الاستهلاكية والمواد الخام، مثل السيارات والإلكترونيات.
- قطاع التعدين: يتضمن استخراج المعادن والموارد الطبيعية، مثل النفط والغاز والفحم.
- قطاع المرافق العامة: يغطي إنتاج الكهرباء، الغاز، والمياه، والتي تعتبر ضرورية للنشاط الصناعي والمعيشي.[2]

## اتجاهات المؤشر
شهد مؤشر الإنتاج الصناعي في السنوات الأخيرة عدة تطورات رئيسية، أبرزها:
- التحول الرقمي: اعتماد التقنيات الحديثة لتعزيز الإنتاجية وتحسين كفاءة العمليات الصناعية.

- التركيز على الاستدامة: الاتجاه نحو ممارسات صناعية أكثر مراعاة للبيئة وتقليل البصمة الكربونية.

- اضطرابات سلاسل الإمداد: تأثرت الصناعات العالمية بجائحة COVID-19 واضطرابات التجارة الدولية، مما أثر على الإنتاج الصناعي.[1]

## تأثير المؤشر على السياسات الاقتصادية
1. الاستثمار والتخطيط المالي: يعتمد المستثمرون على بيانات مؤشر الإنتاج الصناعي لتقييم اتجاهات السوق واتخاذ قرارات استثمارية مستنيرة.
2. التنبؤ الاقتصادي: يستخدمه المحللون في التنبؤ بالنمو الاقتصادي أو حالات الركود، مما يساعد الحكومات والشركات على وضع استراتيجيات مناسبة.
3. إدارة السياسات النقدية: يمكن للبنوك المركزية تعديل أسعار الفائدة والسياسات المالية بناءً على اتجاهات الإنتاج الصناعي.

## أمثلة على تطبيق المؤشر
1. إشارات الركود: يمكن أن يشير انخفاض مؤشر الإنتاج الصناعي المستمر إلى تباطؤ اقتصادي أو ركود محتمل.
2. دلالات التعافي: عندما يرتفع المؤشر، فإنه يُعطي إشارة إلى تعافي النشاط الاقتصادي، مما يعزز مناخ الاستثمار والنمو.

## الاستخدامات والمقارنات الدولية
يتم استخدام مؤشر الإنتاج الصناعي على نطاق عالمي، حيث تقوم العديد من الهيئات الإحصائية الوطنية بنشره دورياً، مثل مجلس الاحتياطي الفيدرالي الأمريكي (FRB)، اليوروستات في الاتحاد الأوروبي، والهيئة العامة للإحصاء في السعودية (GASTAT). مكتب الإحصاءات الوطني في المملكة المتحدة (ONS) ،كما يتم إدراجه في تحليلت صندوق النقد الدولي والبنك الدولي لمراقبة أداء الاقتصادات المختلفة.